# Дворец (Плюсский район)
Дворец — деревня в Плюсском районе Псковской области России. Входит в состав Лядской волости.
Расположена в 3,5 км от правого берега реки Плюссы, в 40 км к северо-западу от райцентра Плюсса, в 6 км к северо-востоку от волостного центра Ляды.

## Население
Численность населения деревни на 2000 год составляла 0 человек, по переписи 2002 года — 8 человек.